# Beit Nouba
 (septembre 2020).
Beit Nouba est un ancien village palestinien de Cisjordanie, territoire palestinien occupé, situé dans la région du Latroun. Il a été entièrement dépeuplé et rasé par l'armée israélienne pendant la Guerre des Six Jours en 1967 comme deux autres villages du Latroun, Amwas et Yalo (Cisjordanie) (en),. Une colonie israélienne, Mevo Horon, a été établie sur ses terres en 1970.

## Histoire
Selon des preuves archéologiques, le village était déjà habité à la fin de la période romaine et s'appelait Beit Anaba. Le village est mentionné dans les écrits d'Eusebius de Césarée.
Les Croisés conquirent le village en 1132 et y construisirent une forteresse pour garder la route de Jérusalem. Salah Al-Din s'est rendu à Beit Nouba alors qu'il se rendait à Jérusalem pour préparer son armée, qui avait assiégé la région. En 1192, le commandant des croisés, Richard Lev Ari, tenta d'envahir Jérusalem. Il est arrivé à Beit Nuba le 11 juin. Il a installé un camp dans le village et y est resté pendant plusieurs semaines afin de se préparer à une invasion qui n’a finalement pas eu lieu,.

### Pendant le mandat britannique
Pendant le mandat britannique, le village appartenait au district de Ramla. Selon le recensement de 1922, mené par les autorités du mandat britannique, Beit Nouba comptait 839 habitants, tous musulmans.

#### Recensement
En 1931, il y avait 227 maisons, en 1948, il y en avait 244, et en 1948, elles étaient 414.[réf. nécessaire]
Il y avait une mosquée dans la ville. Sur le plan éducatif, le village avait une école pour garçons construite en 1888. En 1945, 147 élèves fréquentaient l'école,.

### Période entre 1948 et 1967
Le 12 juillet 1948, des avions de l'armée de l'air israélienne ont bombardé Beit Nouba.
Le 20 mai 1953, l'armée israélienne a attaqué le Beit Nuba et détruit des bâtiments et des véhicules dans le cadre des opérations de représailles (Davar).
Yitzhak Rabin a déclaré qu'il avait donné l'ordre de détruire les villages palestiniens. Après la guerre, le village était presque désert et majoritairement plus que peuplée par des soldats jordaniens.

### Depuis 1967: destruction du village et effacement de son histoire

#### Nivellement et reboisement
L'armée israélienne a détruit le village entier et expulsé ses habitants pendant la Guerre des Six Jours en 1967, comme elle l'a fait pour deux autres villages du Latroun, Amwas et Yalo (Cisjordanie) (en),.

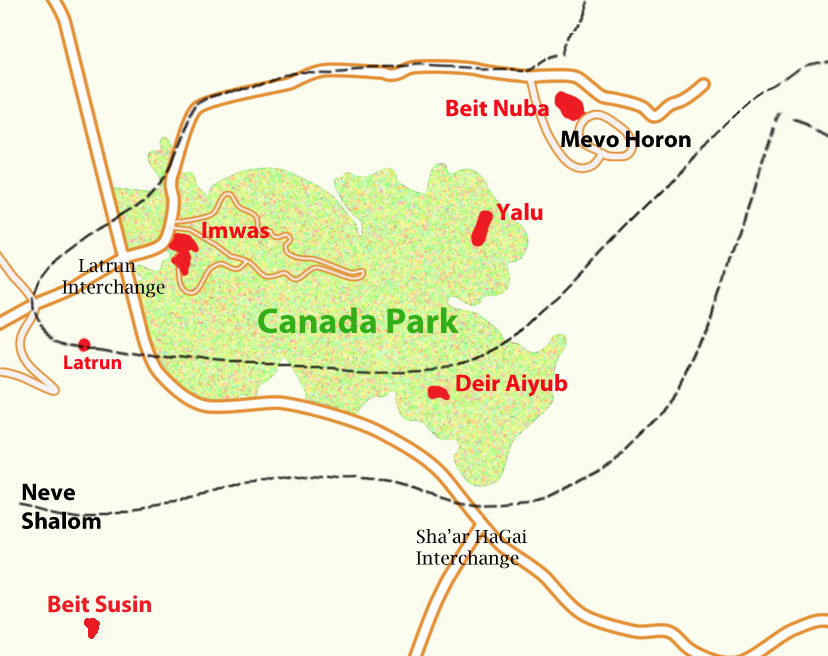
L'actuel parc Canada et l'emplacement des anciens villages rasés par les Israéliens.

Le Parc du Canada(Ayalon a été établi par Israël  sur le site de trois villages palestiniens : Beit Nouba, Amwas et Yalo. Le village de Beit Nouba a été démoli afin d'ouvrir une route menant au parc. Le parc d'une superficie de 7,000 km2, a été créé avec l'aide du Fonds national juif canadien  et de la communauté juive du Canada.
En 1991 la CBC News canadienne présente au sujet de ce parc naturel un documentaire, Park With No Peace qui provoque un émoi dans plusieurs pays. . Des personnes qui avaient financé le parc demandent que leurs noms soient effacés des plaques qui leur rendaient hommage : les dons canadiens étant déductibles des impôts, le financement du parc « porte atteinte aux lois internationales ». En 2020 la cinéaste palestinienne Razan AlSalah réalise Canada Park, également centré sur ce lieu.
L'établissement du parc qui implique le nivellement de villages palestiniens, l'accaparement de terres et le reboisement, et dans lequel le Fonds national juif joue un rôle central, est analysé comme une forme de  « colonisation verte » et de greenwashing (ou écoblanchiment) par la chercheuse Ghada Sassa.
De même, un article d'Orient XXI intitulé « Israël-Palestine, des arbres qui cachent la colonisation » situe l'établissement du parc dans une politique israélienne plus vaste d'effacement de l'histoire et de la géographie palestiniennes. Selon une étude de Noga Kadman, chercheur pour l’association Zochrot, près de 200 villages palestiniens rasés par l'armée israélienne ont servi de sites pour des parcs naturels. « Sur les 68 forêts et parcs qui appartiennent au Font national juif, 46 dissimulent au total 89 villages palestiniens ». La plantation de forêts masquerait une « purification ethnique » en faisant obstacle au retour des Palestininens, selon les auteurs d' Orient XXI.

#### Colonisation
La colonie israélienne de Mevo Horon a été établie sur le site du village palestinien de Beit Nouba.

## Mosquées du village
- Mosquée Al-Umari: La construction de cette mosquée remonte à l'époque de l'émir des fidèles Omar ibn al-Khattab, qui l'a construite au début du premier siècle de Hijra lorsqu'il est venu en Palestine et qu'il l'a ouverte aux clés de Jérusalem. La mosquée Al-Umari contient le texte gravé sur pierre par le calife Umar ibn al-Khattab, qui définissait le village comme une zone sacrée liée à la mosquée Al-Aqsa. Il a construit une mosquée dans chaque village où il passait pour se rendre à Jérusalem.
- Mosquée Al-zawyah.
- Mosquée Al-Baqaa.
- Mosquée Hatta.
- La mosquée des martyrs.
- Mosquée Abou Bakr.